# Bargaintown
Bargaintown statisztikai település az USA New Jersey államában, Atlantic megyében. Lakosainak száma 5360 fő (2020. április 1.).

## Népesség
A település népességének változása:

| 2020 | 5 360 |